# Anton Walder
Anton Walder (* 30. Jänner 1913 in Albeins/Albes, Österreich-Ungarn; † 14. Oktober 1985 in Hall in Tirol) war ein österreichischer Widerstandskämpfer gegen den Nationalsozialismus.

## Leben
Anton Walder war der Sohn des k. u. k. Bahn-Beamten Anton Walder (1870–1943) und dessen Frau Maria Walder geb. Krismer (1870–1954). Wegen politischer Veränderungen – nachdem Südtirol an Italien ging – übersiedelte die Familie 1922 nach Hall in Tirol, wo sie wegen der bestehenden Wohnungsnot nach dem Ersten Weltkrieg vorübergehend in einem Waggon am Bahnhof lebte. Walders Vater war ab 1922 als Pfarrmesner in der Stadtpfarrkirche St. Nikolaus tätig.
Nach dem Abschluss des Bundesoberrealschule am Adolf-Pichler-Platz in Innsbruck mit der Matura absolvierte Walder eine Ausbildung zum Versicherungsangestellten und trat 1937 als Postbeamter in den Staatsdienst ein. Aufgrund seiner politischen Einstellung gegen das Regime der Nationalsozialisten wurde er nach dem Anschluss Österreichs im März 1938 aus dem Staatsdienst entlassen. Ab 1939 lebte er mit seiner Ehefrau und seiner Tochter im Erdgeschoß des Hauses Krippgasse 12 in Hall in Tirol in einer kleinen Wohnung im Haus des jüdischen Kaufmanns Alfred Grünmandl.
Nach seiner Entlassung aus dem Postdienst arbeitete Walder als Angestellter in einer privaten Handelsfirma in Hall in Tirol. Am 1. Februar 1939 wurde Anton Walder zum Wehrbezirkskommando Innsbruck einberufen, um nach kurzfristiger Ausbildung an der Waffe als Ersatzreserve II, wegen L 67 linker Hand a. V. Heimat, entlassen zu werden. Von Februar bis September 1942 erfolgte seine Zwangsverpflichtung bei der Bahnpost, am 1. September 1942 wurde er dem Wehrmeldeamt Innsbruck zugeteilt und vereidigt. Der damalige Leiter des Innsbrucker Wehrmeldeamtes, Oberst Rauch, stellte im November 1942 einen Antrag auf Walders Entlassung, da Walder nach Rauchs Einschätzung als Schreiber im Wehrmeldeamt ungeeignet war. Nach einem Kommandowechsel im Wehrmeldeamt im Jahr 1943 wurde Walder vom 21. Januar 1943 bis zum 16. April 1945 als Wehrmeldeamtsangehöriger beim Wehrmeldeamt Innsbruck (Truppen=Kriegsstammrollen, Ranglisten Nr. 68) geführt, wurde jedoch mehrfach jährlich für einige Wochen zum Postdienst abkommandiert.
Nach Ende des Zweiten Weltkrieges und der nationalsozialistischen Herrschaft in Österreich wurde Walder wieder in den österreichischen Postdienst als Inspektionsbeamter übernommen. Zu seiner Pensionierung wurde ihm der Titel Regierungsrat verliehen. Im Oktober 1965 wurde er mit dem Goldenen Verdienstzeichen der Republik Österreich ausgezeichnet.
Anton Walder verstarb am 14. Oktober 1985 in Hall in Tirol. Seine Grabstätte befindet sich auf dem Friedhof in Hall in Tirol.

## Widerstandstätigkeit in Tirol 1938 bis 1945
Der Widerstand in Tirol war äußerst vielfältig, da zahlreiche Gruppen mit unterschiedlichen Motiven entstanden. Anton Walder war Gründungsmitglied der Gruppe Post (1938–1945) und Mitglied (1943–1945) der Gruppe Wehrmeldeamt in Innsbruck, sowie Mitglied (1941–1945) der Widerstandsgruppe von Anton Haller in Hall in Tirol.

### Widerstandsgruppe Post (1938–1945)
Die Gruppe Post bestand aus Postbediensteten, die gegen den Anschluss Österreichs waren und überzeugte vaterländisch gesinnte Österreicher, darunter auch nach dem Anschluss aus dem Postdienst entlassene Beamte. Walder hatte sich bereits nach seiner Entlassung aus dem Postdienst 1938 dem Widerstandskreis Post unter der Leitung von Viktor Haberditzel angeschlossen.
Im Sommer 1943 wurde die Widerstandsgruppe Post von Haberditzel, Walder und Hubert Schittelkopf (1909–1948) gegründet. Die Gruppe bestand aus etwa fünfzehn bis zwanzig Personen, die in unterschiedlichen Abteilungen tätig waren. Schwerpunkte waren die Kontaktaufnahme zu anderen Widerstandsgruppen, Beobachtung der Lage sowie Austausch und Übermittlung von Nachrichten. Später wurde die Tätigkeit der Gruppe auf Abhördienste ausgeweitet und wehrwichtige Nachrichten mit Postbeamten in Berlin ausgetauscht. Es bestand über eine Kooperation mit einer 1943 in Berlin gebildeten Widerstandsgruppe ein Netzwerk, sodass zum Beispiel über die Störbefehlsstelle Mailand wichtige Nachrichten der Wehrmacht nach Innsbruck gelangten, die von dort aus weiter nach Berlin übermittelt wurden. Es wurden 1945 weitere Verbindungen mit den Alliierten aufgebaut, zum Beispiel zur Division Hemicycle der 1. französischen Armee.
Im April 1945 wurde eine Kommandozentrale der Widerstandsgruppe Post eingerichtet und der Überwachungsdienst der Gruppe ausgeweitet. Dabei wurden Ferngespräche abgehört, so Gespräche von Gauleiter Franz Hofer mit Generalfeldmarschall Albert Kesselring, Generaloberst Heinrich von Vietinghoff, Generalmajor Johannes Böhaimb (1895–1972), Staatsminister Gustav Adolf Scheel und Gauleiter Friedrich Rainer. Besondere Bedeutung hatte das Abhören der Konferenzschaltung zwischen Joseph Goebbels und Franz Hofer, ebenso der Anschlüsse zum Wehrmachtsführungsstab auf der Hungerburg. Fersprechleitungen, die gemäß Wehrmachtbefehl hätten unterbrochen werden müssen, wurden in Betrieb gehalten.
Am 3. Mai 1945 drangen die Mitglieder der Gruppe Post in Innsbruck in die ehemalige NS-Kreisleitung in der Maximilianstraße ein, wo sie die zurückgelassenen Waffen des Volkssturmes sicherten. Um 15:00 Uhr betraten 12 Mann der Gruppe Post das Gebäude der Postdirektion und zwangen Postpräsident Damrau zur Übergabe der Geschäfte. Am selben Tag rückten um 19:00 Uhr ersten US-amerikanischen Panzer in Innsbruck ein.

### Widerstandsgruppe Wehrmeldeamt Innsbruck (1940–1945)
Während seiner Tätigkeit als Schreiber im Wehrmeldeamt in Innsbruck von 1942 bis 1945 wurde Walder von einem Vorgesetzten schon früh in die Widerstandstätigkeit in der kleinen Gruppe eingeweiht, die unter der Leitung von Fritz Würthle stand.
Walder war durch seine Mitgliedschaft in der Widerstandsgruppe Post-Telegraphenamt und der Gruppe Anton Haller Verbindungsmann zwischen diesen beiden Gruppen. Zu Walders Aufgaben im Wehrmeldeamt zählten das Ausstellen und die Bearbeitung verschiedener offizieller Dokumente. So zum Beispiel mit das Ausstellen von Kriegsurlaubsscheinen zur zeitweisen Beurlaubung von Soldaten aus dem aktiven Dienst. Auch war er in die Bearbeitung und Verwaltung von Soldatenakten involviert: zum Beispiel verwaltete er Karteikarten von Soldaten, die er aktualisierte und teilweise auch entfernte. Zu seiner Tätigkeit im Widerstand zählte das gezielte Verschwindenlassen der Karteikarten von Soldaten, die somit in den offiziellen Aufzeichnungen nicht mehr erfasst waren. Damit war Walders Arbeit von wesentlicher Bedeutung für die Verwaltung und Organisation innerhalb der Militärbürokratie und innerhalb des militärischen Widerstands. Im Rahmen einer Zusammenarbeit mit militärischen Dienststellen gelang es in vielen Fällen, die sich für die Freiheit Österreichs einsetzenden Soldaten unabkömmlich zu stellen.
Zwischen dem 16. und 27. April 1945 wurde die Widerstandsbewegung des Wehrmeldeamtes von einer Verhaftungswelle getroffen, viele Mitglieder waren zur Flucht gezwungen. Nachdem Walder am 16. April 1945 durch eine verschlüsselte Botschaft Kenntnis über seine bevorstehende Verhaftung erhielt, floh er nach Gnadenwald. Nach einigen Tagen kehrte er jedoch zurück und schloss sich erneut dem Widerstand der Gruppe Anton Haller in Solbad Hall (Hall in Tirol) an.

### Widerstandsgruppe Anton Haller in Solbad Hall/Hall in Tirol (1938–1945)
Schon 1938 trafen sich Anton Walder und Gleichgesinnte in der Werkstatt von Schuhmachermeister Anton Haller in der Agramgasse 8 in Hall in Tirol zum Austausch von Neuigkeiten. 1943 formierte sich um Haller eine Widerstandsgruppe. Zu den ersten Mitgliedern dieser Gruppe zählten Viktor Schumacher (1894–1981), Ernst Verdross (1892–1963), Anton Dosch (1914–1979), der Fotograf Anton Demanega (1910–?), Heinz Ehrenreich Thöni (1894–1971), Josef Terrabona (1898–1986) und Anton Walder.
Am 2. Mai 1945 traf sich Viktor Schumacher mit den Widerstandskämpfern in Anton Hallers Wohnung in Solbad Hall. Am Abend wurden Besprechungen zur Kampflage mit Walder, Haller und Dosch fortgesetzt. Da eine erwartete Meldung aus Innsbruck mit Instruktionen zum Einsatz für einen bewaffneten Aufstand nicht eintraf, fuhren Walder und Haller nach Innsbruck. Nach ihrer Rückkehr nach Solbad Hall fand um 2:00 Uhr morgens die letzte Besprechung für den Aufstand am 3. Mai 1945 statt.
Anton Demanega kontaktierte die österreichische Widerstandsbewegung in Innsbruck, doch das Telefongespräch wurde abgehört, und die Widerstandskämpfer mussten fliehen. Viktor Schumacher wurde von der Gestapo verhaftet. Inzwischen rückten die US-amerikanischen Streitkräfte in Innsbruck ein. Am Abend des 3. Mai 1945 kehrten die Angehörigen des Haller Widerstandes nach Solbad Hall zurück und sicherten die öffentlichen Gebäude. Am 4. Mai 1945 übergab Viktor Schumacher im Beisein von Ernst Verdross und Anton Haller die Stadt Solbad Hall kampflos an den US-amerikanischen Vertreter Arthur G. Weeks.